# فرانك بويا
فرانك تييري بويا (بالإنجليزية: Frank Thierry Boya)‏ (مواليد 1 يوليو 1996) هو لاعب كرة قدم كاميروني دولي يلعب كلاعب وسط مع النادي الألماني ميونخ 1860.

## مسيرته مع الأندية
لعب بويا مع أكاديمية أبيجيس. وفي الانتقالات الشتوية لموسم 2016–17، انتقل لنادي دوري بوندسليغا 2 ميونخ 1860.

## مسيرته الدولية
لعب أولى مبارياته الدولية مع منتخب الكاميرون لكرة القدم عام 2016، كما كان ضمن القائمة المشاركة في كأس الأمم الأفريقية لكرة القدم 2017.

## روابط خارجية
- فرانك بويا على موقع قاعدة بيانات كرة القدم.إي يو (الإنجليزية)
- فرانك بويا على موقع بيانات كرة القدم. دي إي (الألمانية)
- فرانك بويا على موقع ناشيونال فوتبول تيمز (الإنجليزية)
- فرانك بويا على موقع Soccerway.com (الإنجليزية)
- فرانك بويا على موقع عالم كرة القدم.نت (الإنجليزية)